# Mannford
Mannford é uma cidade  localizada no estado norte-americano de Oklahoma, no Condado de Creek, Condado de Pawnee e Condado de Tulsa.

## Demografia
Segundo o censo norte-americano de 2000, a sua população era de 2095 habitantes.
Em 2006, foi estimada uma população de 2771, um aumento de 676 (32.3%).

## Geografia
De acordo com o United States Census Bureau tem uma área de 17,9 km², dos quais 13,9 km² cobertos por terra e 4,0 km² cobertos por água.

## Localidades na vizinhança
O diagrama seguinte representa as localidades num raio de 12 km ao redor de Mannford.